# Кембс
Кембс (фр. Kembs) насеље је и општина у Француској у региону Алзас, у департману Горња Рајна.
По подацима из 2011. године у општини је живело 4634 становника, а густина насељености је износила 281,7 становника/km².

## Демографија
| 1962. | 1968. | 1975. | 1982. | 1990. | 2011. |
| ----- | ----- | ----- | ----- | ----- | ----- |
| 1.703 | 2.009 | 2.211 | 2.575 | 3.016 | 4.634 |